# Pavlína Kafková
Pavlína Kafková, vdaná Fišarová, (* 21. prosince 1968 Ostrava) je česká herečka. 
Vystudovala herectví na ostravské konzervatoři a své první angažmá získala v Těšínském divadle, kde strávila tři sezony. V letech 1991–2019 byla členkou činohry Národního divadla moravskoslezského v Ostravě.
První role je z roku 1985 ve filmu Zastihla mě noc. Další role měla ve filmech Čarodějův učeň, Erotický triptych, Ďábelské klíče, Azrael, anděl smrti, Konto separato, Travis, Udělení milosti se zamítá, Báječná show a Byla láska...
Její nejznámější role je v seriálu Soudkyně Barbara, kde ve většině dílů hrála hlavní postavu, soudkyni JUDr. Barbaru Richterovou. 
Jejím manželem je herec Jan Fišar, s nímž má jednoho syna, Jindřicha Fišara.